# Kollóttadyngja
Kollóttadyngja – wygasły wulkan (1177 m n.p.m.) z kraterem o średnicy 800 m. Położony jest w Islandii na Ódáðahraun.